# Game Genie

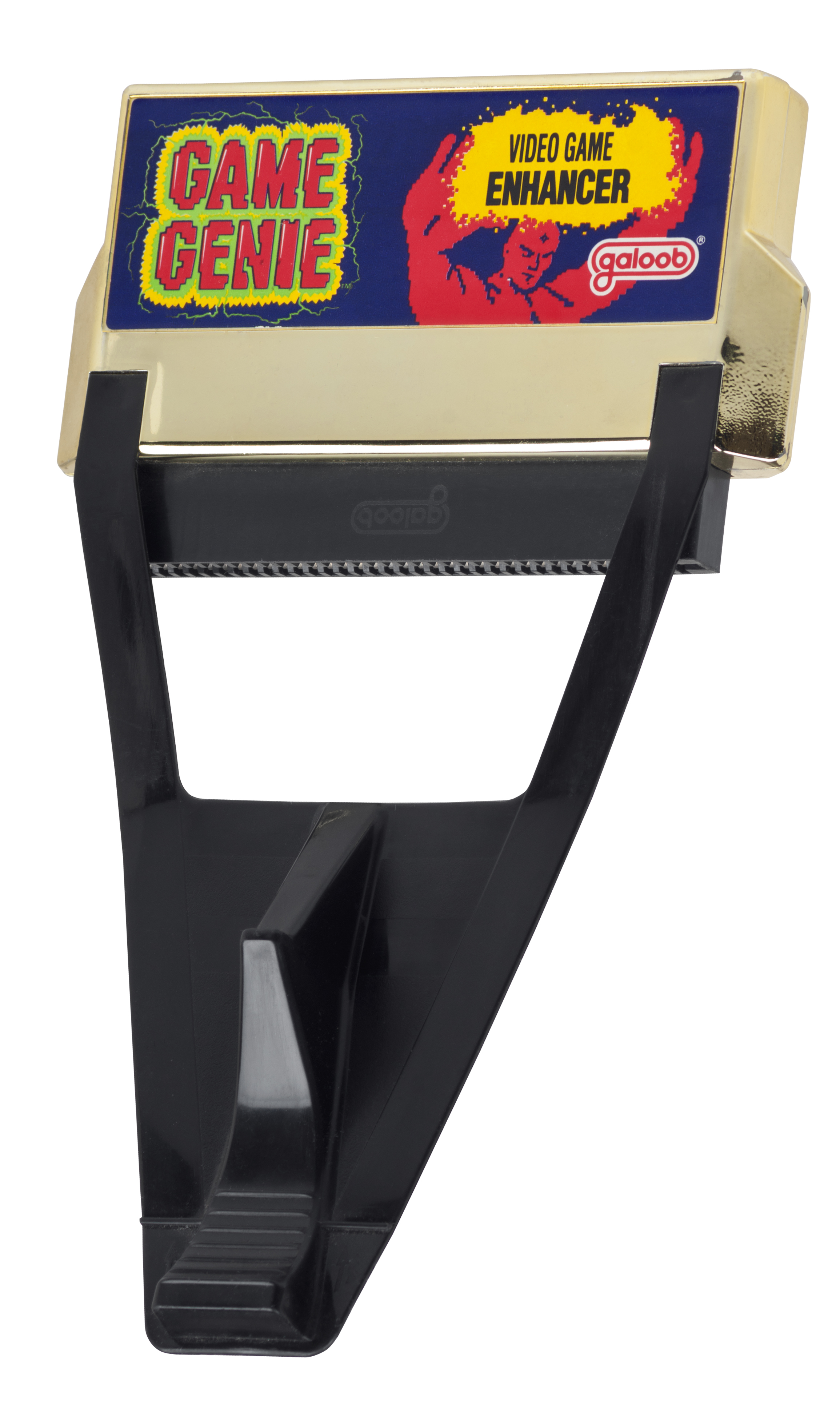
Game Genie für das NES

Game Genie ist der Name einer Reihe von Cheat-Cartridges, die ursprünglich von Codemasters entwickelt und von Camerica und Galoob vertrieben wurden. Das erste Gerät der Serie wurde 1990 für das Nintendo Entertainment System veröffentlicht, mit nachfolgenden Geräten für Super NES, Game Boy, Genesis und Game Gear. Alle Geräte modifizieren vorübergehend Spieldaten, manipulieren verschiedene Aspekte von Spielen und greifen manchmal auf nicht verwendete Assets und Funktionen zu. Fünf Millionen Einheiten der ursprünglichen Game-Genie-Produkte wurden weltweit verkauft, und die meisten Emulatoren von Videospielkonsolen unterstützen den Game-Genie-Code. Bei Emulatoren, die Game Genie unterstützen, kann auch eine nahezu unbegrenzte Anzahl von Codes eingegeben werden, während für die tatsächlichen Produkte ein viel kleineres Limit zwischen drei und sechs Codes gilt.
Mitte 1993 begann Codemasters mit der Entwicklung eines „Game Genie 2“, wobei Galoob das Gerät erneut in Nordamerika vermarkten und vertreiben sollte. Letztendlich wurden von Codemasters jedoch keine Game-Genie-Geräte für die fünfte Generation von Spielekonsolen veröffentlicht. Andere Unternehmen haben jedoch ähnliche Hacking-Geräte wie den Code Breaker, GameShark oder Action Replay hergestellt. Die Marke Game Genie wurde später von der Firma Hyperkin wiederbelebt, die Cheatsysteme für neuere Konsolen herausbrachte.

## Bedienung und Design
Die ursprünglichen Game-Genie-Systeme waren Pass-Through-Geräte, die zwischen einer Kassette und der Konsole angebracht waren. Beim Starten der Konsole wird dem Spieler ein Menü angezeigt, mit dem er eine Reihe von Zeichen eingeben kann, die als „Code“ bezeichnet werden und auf Adressen im ROM der Kassette verweisen. Jeder Code enthält einen ganzzahligen Wert, der vom System anstelle der tatsächlich auf der Kassette vorhandenen Daten gelesen wird. The Game Genie war durch Patente geschützt.
Da der Game Genie den Programmcode eines Spiels ändert, werden die Codes manchmal als Patch-Codes bezeichnet. Diese Codes können eine Vielzahl von Effekten haben. Die meisten veröffentlichten Codes geben dem Spieler eine Form von Unverwundbarkeit, unbegrenzter Munition, Level-Skipping oder anderen Modifikationen, die es dem Spieler ermöglichen, leistungsfähiger zu sein, als von den Entwicklern beabsichtigt. In seltenen Fällen können Codes das Spiel erschweren oder sogar verborgene Spielfunktionen freischalten, die Entwickler im normalen Spielbetrieb verschrottet und unerreichbar gemacht haben.
Das Game Genie wird mit einer Broschüre mit Codes zur Verwendung mit verschiedenen für das System verfügbaren Spielen verkauft. Es wurden jedoch weiterhin neue Codes entwickelt und neue Spiele veröffentlicht, nachdem diese Broschüren veröffentlicht wurden. Um dies zu beheben, hat Galoob einen kostenpflichtigen Abonnementdienst eingerichtet, bei dem Abonnenten vierteljährliche Code-Updates erhalten. Darüber hinaus hat Galoob Anzeigen in bestimmten Spielepublikationen geschaltet, z. B. in der GamePro, die Codes für neuere Spiele enthielten.
Um neue Codes zu erstellen, ist es möglich, Zufallscodes in einen Game Genie einzugeben. Dieser evolutionäre Ansatz entspricht der Verwendung zufälliger POKE-Operationen. Normalerweise führt die Eingabe von Zufallscodes zu keiner merklichen Änderung im Spiel oder zum Einfrieren des Spiels und möglicherweise zur Beschädigung von Sicherungsdaten. Wenn dieser Vorgang jedoch mehrmals wiederholt wird, kann dies zu einem nützlichen Unterschied im Spiel führen. Man muss die Zufallscodes für jeden Versuch aufschreiben, da es keine Methode gibt, die Codes nach dem Start des Spiels anzuzeigen. Sobald ein nützlicher Code gefunden wurde, ist die Wahrscheinlichkeit, dass durch geringfügige Änderungen an diesem Code zusätzliche nützliche Codes erstellt werden, wesentlich höher. Mit ROM-Dateien, Emulatoren und Dekompilierern für diese Spiele und Systeme ist es möglich geworden, Spiele rückgängig zu machen, um bestimmte zu ändernde ROM-Daten zu finden. Diese Informationen können direkt in Game Genie-Codes umgewandelt werden.

## NES
Game Genie wird am Ende der NES-Kassette befestigt, sodass die Kassette nach vollständigem Einsetzen aus der Konsole herausragt, wodurch das Eindrücken unmöglich wird. Daher wurde der Game Genie so konzipiert, dass er nicht gedrückt werden musste, um das Spiel zu starten. Dieses Design belastet den LIF-Sockel noch mehr als das Einsetzen von Standardspielen, das Biegen von Stiften und eventuell das Unspielbarmachen von Einheiten ohne das Vorhandensein des Game Genie. Das Design des Game Genie machte es auch sehr schwierig, in ein neueres Toploader-NES einzufügen, ohne sehr stark zu drücken. Ein Adapter wurde erstellt, um das Problem zu lösen, das Galoob Game Genie-Besitzern kostenlos anbot. Es wurden jedoch nur wenige angefordert und der Bestand wurde liquidiert.
Es gibt auch eine Version des Game Genie für den Famicom, die von Realtec vertrieben wird und in Gebieten verkauft wird, in denen Famiclones üblich waren.

## SNES

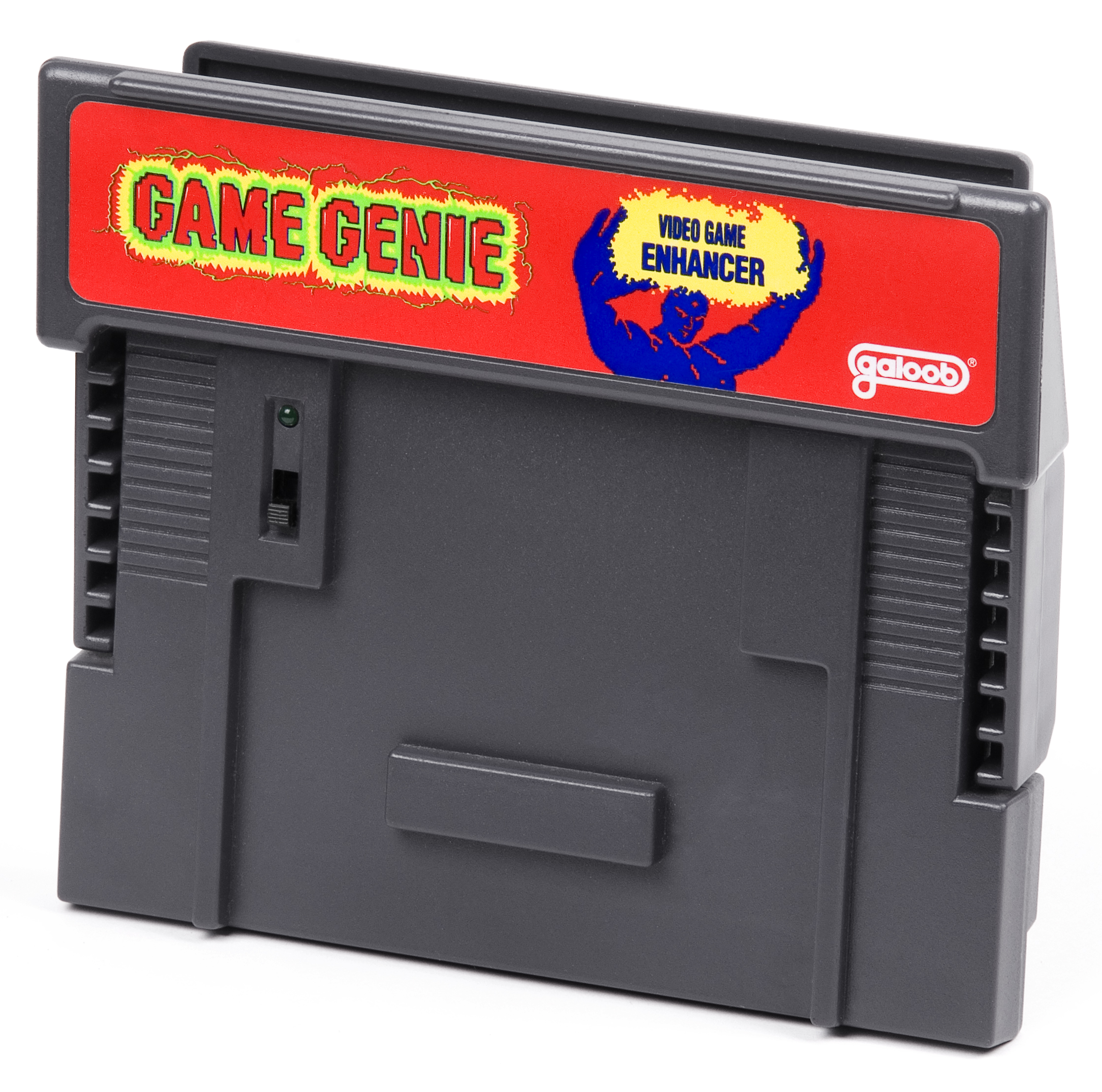
Game Genie für das SNES

Ursprünglich funktionierte Game Genie nicht mit SNES-Spielen, die einen leistungssteigernden Chip enthielten, bot jedoch eine aktualisierte Version an, um diese Probleme bei einigen Spielen wie Super Mario World 2: Yoshi’s Island zu beheben. Game Genie bleibt inkompatibel bei bestimmten Spielen, wie Star Fox und Super Mario RPG: Legend of the Seven Stars, weil diese Spiele die zusätzlichen Stifte verwenden, die die meisten anderen Super-NES-Spiele niemals verwenden, da es keine Schaltung gibt, um diese Stifte aufzunehmen der PCBs der Spiele. Es hat auch Probleme mit dem SNS-101 Remodel SNES. Bei Verwendung mit einem SNS-101 können nur zwei Codes gleichzeitig verwendet werden. Diese müssen in der oberen und unteren Zeile des Game Genie-Menüs eingegeben werden. Es gibt drei bekannte Versionen des SNES Game Genie (v1, v1.1, v2). Bilder von v1- und v2-Leiterplatten wurden veröffentlicht und der Unterschied ist Tag und Nacht, wobei v2 viel weniger Komponenten auf der Leiterplatte enthält. Alle drei Versionen sehen von außen genau gleich aus, aber wenn v1.1 hochgefahren wird, werden Striche angezeigt, bevor ein Code eingegeben wird. Die einzige Möglichkeit, v1 und v2 voneinander zu unterscheiden, besteht darin, das Modul zu öffnen und die Leiterplatte zu überprüfen.

## Game Boy

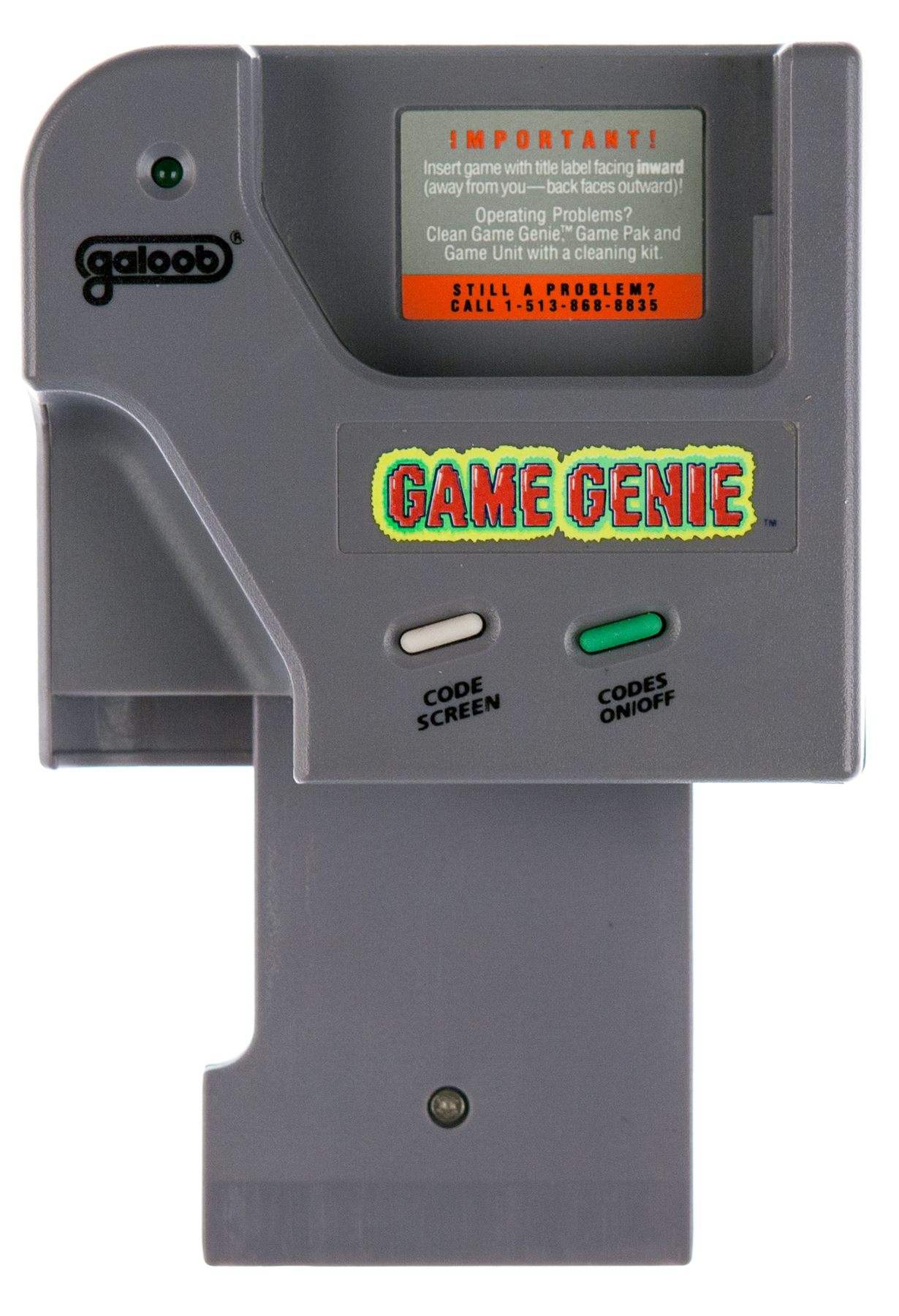
Game Genie für den Game Boy

Die Variante für den Game Boy verfügt ebenfalls über einen Steckplatz für Kassetten, während sie selbst in den Spiel-Steckplatz der Konsole eingesetzt werden muss. Es verfügt über zwei Tasten auf der Vorderseite, mit denen man Codes ein- und ausschalten oder zum Codeeingabebildschirm zurückkehren kann. Auf der Rückseite befindet sich ein Fach mit einem sehr kleinen Codeheft.
Das physische Design machte es schwierig, mit einer anderen Version des Game Boy als dem Original verwendet zu werden. Obwohl es funktionieren könnte, wenn man versucht, den Game Genie auf dem Game Boy Pocket oder Game Boy Color zu verwenden, würde der große obere Teil des Game Genie mit dem oberen Teil des Game Boy Pocket in Kontakt kommen. Daher müsste der Game Genie nach hinten gebogen werden, um den Mechanismus so weit nach unten zu drücken, dass er die Kontakte des Game-Boy-Pocket-Moduls erreicht. Eine Verwendung mit dem Game Boy Advance SP hingehen sollte möglich sein. Ein Standard-Modul würde nicht in einen Super Game Boy passen, aber durch Modifikationen am Kunststoffgehäuse könnte die Kompatibilität hergestellt werden. Es gab auch einen „Super Game Boy to Game Genie“-Adapter von Drittanbietern, mit dem der Spieler den Game Genie an eine Super Game-Boy-Kassette anschließen konnte.
Das Gerät ist auch nicht mit Game-Boy-Color-Modulen kompatibel (die physisch nicht in das Gerät passen). Dies gilt jedoch auch für originale Game-Boy-Spiele mit Game-Boy-Farbverbesserungen, wenn diese in einem Game-Boy-Color- oder Game-Boy-Advance-System gespielt werden. Farbverbesserte Spiele funktionieren jedoch, wenn sie in einem originalen Game-Boy-System gespielt werden.

## Genesis

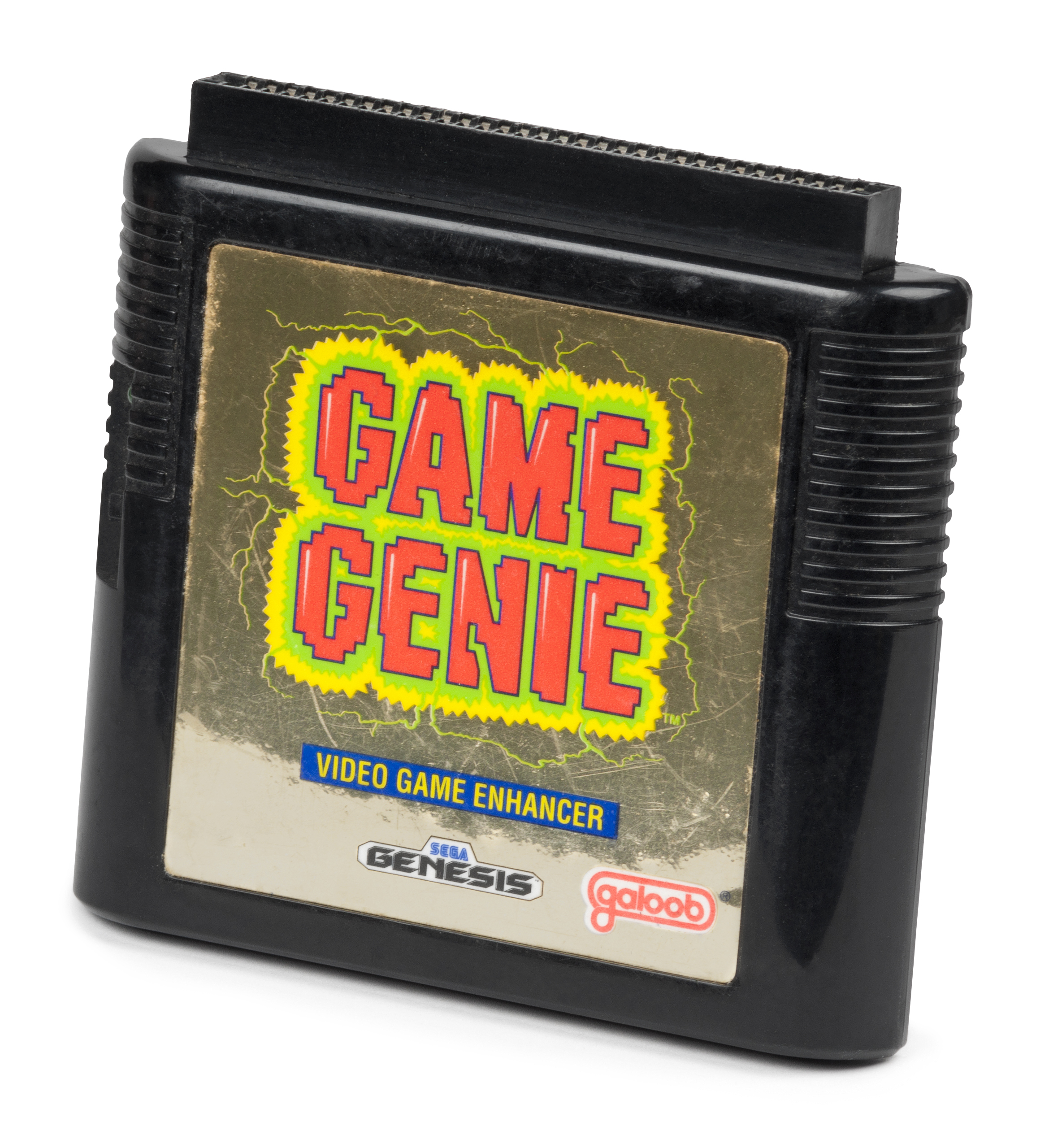
Game Genie für das Genesis

Auf dem Genesis / Mega Drive kann das Game Genie als Länderkonverter-Kassette fungieren, da die meisten dieser Spiele nur durch die Form der Kassetten und / oder einen Satz von wenigen Bytes im Header an ihre jeweiligen Regionen „gebunden“ sind. Einige Spiele funktionieren nicht mit dem Genesis Game Genie.

## Game Gear
Die Version des Game Genie für den Game Gear hatte ein komplizierteres Design als die für andere Systeme. Beim Einsetzen in den Kassettensteckplatz wird ein weiterer Steckplatz eingeblendet, in den die Game Gear-Kassette eingesetzt werden kann. Es hatte auch ein Fach, das ein Buch mit Codes enthielt. Die Codes wurden auf Klebeetiketten auf der Rückseite der Game Gear-Patrone gedruckt. Bei der Eingabe von Codes konnte der Spieler leicht erkennen, was er eingeben musste, anstatt im Buch zu blättern.
Auf dem Bildschirm, auf dem ein Code für das Game Gear Game Genie eingegeben wird, bewegt sich ein Spieler, der das Wort „DEAD“ eingibt, möglicherweise als Easteregg auf und ab.
Einige Spiele funktionieren nicht mit dem Game Genie.

## Rechtliche Probleme
Die Einführung des ursprünglichen Game Genie für das NES stieß auf heftigen Widerstand von Nintendo. Nintendo verklagte daraufhin Galoob und machte geltend, dass das von Game Genie erstellte Derivat gegen das Urheberrecht verstößt und gegen die Nintendo-Kultur verstoße, weil es die Errungenschaften der Spieler verringerte. Das Verfahren wurde jedoch eingestellt, da das Gericht entschied, dass der Game Genie kein abgeleitetes Werk darstellt, nicht ohne die Original-Hardware funktionierte und somit keine Umsatzeinbußen zu befürchten waren. Zudem druckte Nintendo in eigenen Publikationen bereits Cheatcodes ab. Nintendo legte Berufung ein, die im Mai 1992 abgewiesen wurde.
Ungefähr zur Zeit der Klage von Galoob versuchte Nintendo, das Game Genie mit anderen Methoden zu vereiteln. In späteren Titeln wurden ROM-Prüfsummen verwendet, um die Cheat-Modifikationen zu erkennen. Diese Maßnahmen waren teilweise erfolgreich, einige konnten jedoch mit zusätzlichen Codes umgangen werden. Spätere Versionen von Game Genie hatten die Möglichkeit, Genie-Modifikationen vor Prüfsummenroutinen zu verbergen.
Sega hingegen war ein vollwertiger Befürworter des Game Genie mit dem offiziellen Gütesiegel. Eine der Voraussetzungen für Sega war jedoch, dass das Game Genie nicht mit Spielen mit einer Speicherfunktion wie Phantasy Star oder Shining Force funktionieren würde.

## Game Genie 2

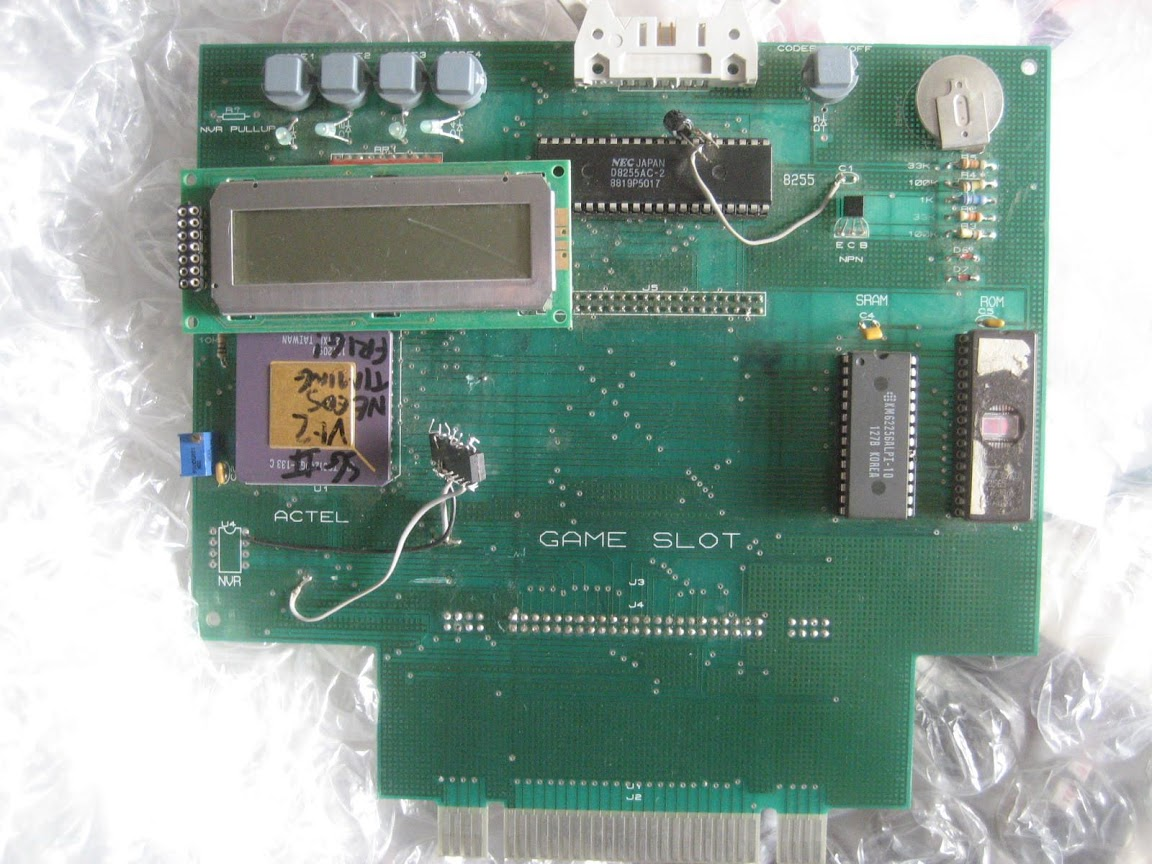
Prototyp des Game Genie 2 für das SNES

Ein wesentlich leistungsfähigeres Gerät wurde von Codemasters für das Super NES entwickelt. Viele Verbesserungen umfassen die Möglichkeit für Benutzer, ihre eigenen Cheat-Codes zu finden, Cheats während des Spiels mithilfe des Gamecontrollers selektiv zu aktivieren und Spiele in einen Zeitlupenmodus zu versetzen. sowie das automatische Speichern und Wiederherstellen der Highscores von Spielen im batteriegepufferten Speicher des Game Genie-Geräts. Ein voll funktionsfähiger Prototyp des Geräts wurde fertiggestellt, jedoch aufgrund veränderter Marktbedingungen nicht auf den Markt gebracht. Es ist bekannt, dass ein Prototyp im Besitz von Richard Aplin, einem der ursprünglichen Schöpfer, existiert.